# Ceroplastes floridensis
Ceroplastes floridensis är en insektsart som beskrevs av Comstock 1881. Ceroplastes floridensis ingår i släktet Ceroplastes och familjen skålsköldlöss. Inga underarter finns listade i Catalogue of Life.